# Grzegorz Kulik
Grzegorz Kulik (ur. 19 sierpnia 1983 w Bytomiu) – śląski tłumacz i popularyzator języka śląskiego, przewodniczący Rady Języka Śląskiego.

## Życiorys
Pochodzi ze śląskiej rodziny; jego przodkowie mieszkali w XVIII wieku w Rokitnicy. Jedna z jego babek pochodziła z Kazachstanu. Dorastał w Radzionkowie. W jego domu rodzinnym mówiło się śląskimi słowami odmienianymi po polsku, a w przedszkolu, szkole i na podwórku używano języka śląskiego. Zdarzało mu się przez to nie rozumieć języka używanego w telewizji. W młodości skończył Liceum Ogólnokształcące im. Powstańców Śląskich w Radzionkowie i Studium Obsługi Ruchu Turystycznego w Zespole Szkół Gastronomiczno-Hotelarskich w Bytomiu oraz służył w 1 Warszawskiej Brygadzie Pancernej im. Tadeusza Kościuszki. Studiował marketing polityczny i dziennikarstwo w Wyższej Szkole Ekonomii i Administracji w Bytomiu. Ukończył studia na Wydziale Humanistycznym Uniwersytetu Śląskiego.
Debiutował jako tłumacz beletrystyki w 2017 roku przekładem opowiadania Karola Dickensa Godniŏ Pieśń. Za swoje tłumaczenia Dracha Szczepana Twardocha i Małego Princa Antoine’a de Saint-Exupéry’ego otrzymał Górnośląskiego Tacyta. Za przekład Hobit, abo tam i nazŏd J.R.R. Tolkiena został nagrodzony Śląkfą. Jest autorem śląskiego przekładu uhonorowanego wcześniej Nagrodą Literacką Nike reportażu Kajś. Opowieść o Górnym Śląsku Zbigniewa Rokity.

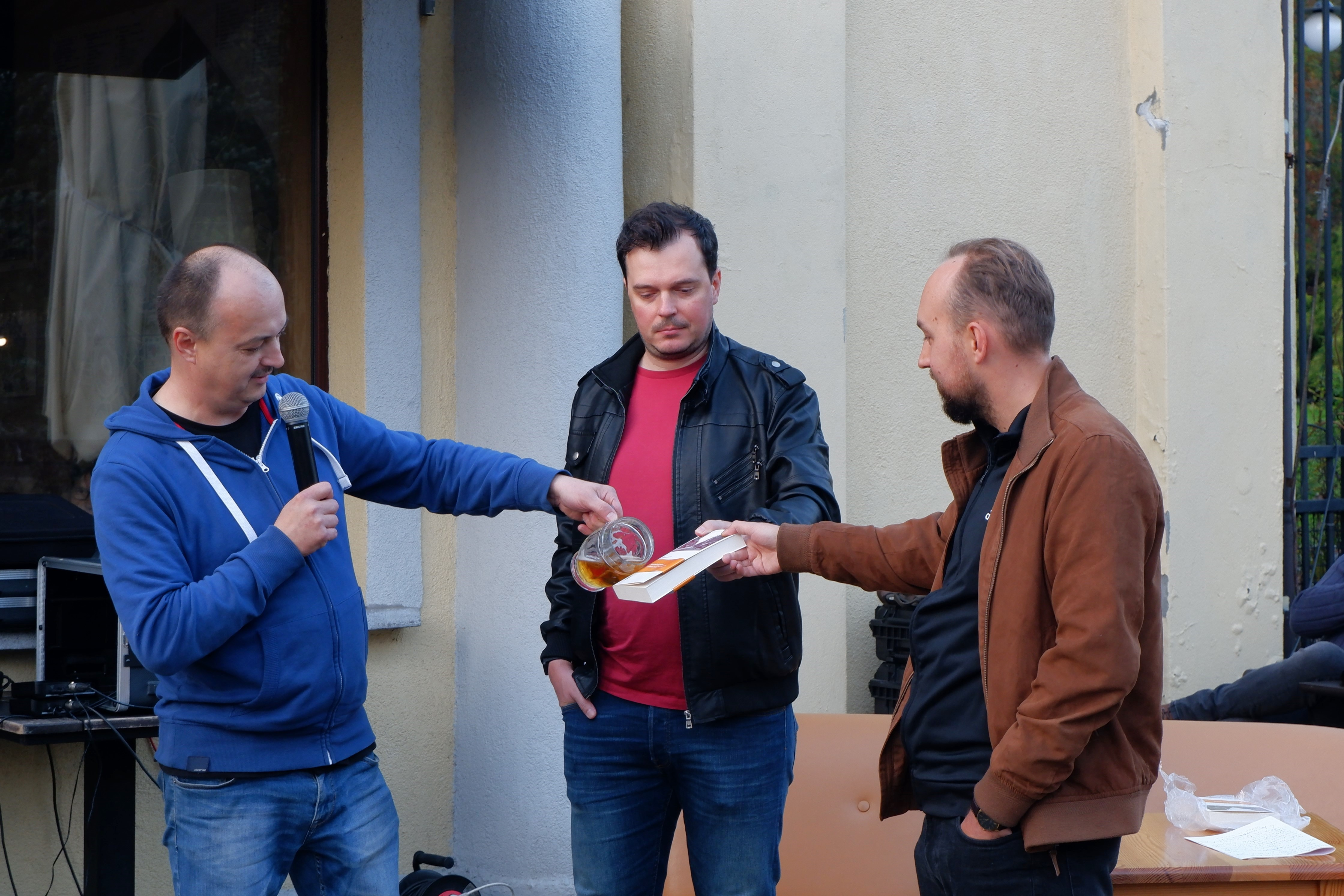
„Chrzest” śląskiego wydania Kajś z udziałem Dariusza Zalegi, Grzegorza Kulika (w środku) i Zbigniewa Rokity, 8.10.2022

Po powołaniu Rady Języka Śląskiego został wybrany jej przewodniczącym. Jest publicystą portalu Wachtyrz.eu i felietonistą portalu Ślązag. Współpracuje z Instytucją Filmową „Silesia-Film”, dla której przetłumaczył dialogi filmów Pulp Fiction, Terminator 2, Top Gun i Shrek.
Prowadzi platformę Silling.org, na której umieszczone są m.in. korpus języka śląskiego, translator maszynowy polsko-śląski i śląsko-polski, słownik oraz biblioteczka m.in. jego własnych przekładów krótkich dzieł po śląsku. Na finalizację opracowania korpusu otrzymał w 2018 roku Stypendium Marszałka województwa śląskiego w dziedzinie kultury.
Współprowadził na Facebooku fanpage o nazwie Ślōnski suchar na dzisiej, mający poprzez memy edukować i uczyć odbiorców śląskiej pisowni. Na podstawie publikowanych na nim obrazów powstała wystawa pokazywana w galerii handlowej Agora Bytom. Od 2016 roku na portalu YouTube prowadzi kanał Chwila z gŏdkōm, poświęcony językowi śląskiemu, pisał blog pod adresem poslunsku.eu, od 2016 tworzył blog pod adresem grzegorzkulik.pl. Napisał śląską lokalizację gier Euro Truck Simulator 2 i SuperTuxKart, śląskie lokalizacje WordPressa i Firefoksa, LibreOffice i Ubuntu. Stworzył skrypt śląskiej wersji Facebooka, wyszukiwarki Google oraz serwisu YouTube. Opracował śląską klawiaturę dla systemów Microsoft Windows i Linux. W 2016 roku napisał śląski korektor tekstu. Stworzył śląskie napisy do filmu Gwiezdne wojny: część IV – Nowa nadzieja. W swoich wystąpieniach publicznych wypowiada się wyłącznie po śląsku.

## Nagrody
- Nagroda im. ks. Augustina Weltzla „Górnośląski Tacyt” za całokształt działalności, zwłaszcza za przekłady Dracha Szczepana Twardocha i Małego Księcia Antoine’a de Saint-Exupéry’ego na język śląski (2019, za rok 2018)[10], laudację wygłosiła Małgorzata Myśliwiec[11].
- Stypendium Marszałka województwa śląskiego w dziedzinie kultury na realizację projektu pt. „Finalizacja opracowania Korpusu Śląskiej Mowy”[24].
- Nagroda Śląskiego Klubu Fantastyki „Śląkfa” w kategorii „Twórca Roku 2023” za tłumaczenie Hobit, abo tam i nazŏd[12][29].

## Twórczość

### Przekłady literatury
- Godniŏ Pieśń[3] (Opowieść wigilijna) Charlesa Dickensa[2], Silesia Progress, 2017[9]
- Drach Szczepana Twardocha[2][28], Wydawnictwo Literackie, 2018[9]
- Mały Princ[28] (Mały Książę) Antoine’a de Saint-Exupéry’ego[28][2], Media Rodzina, 2018[9]
- Niedźwiodek Puch (Kubuś Puchatek) A.A Milne'a, Media Rodzina, 2019[30]
- Przigody ôd Alicyje we Kraju Dziwōw (Alicja w Krainie Czarów) Lewisa Carrolla, Silesia Progress, 2020[31]
- Pokora Szczepana Twardocha, Wydawnictwo Literackie, 2022[32]
- Kajś. Gyszichta ô Gōrnym Ślōnsku (Kajś. Opowieść o Górnym Śląsku) Zbigniewa Rokity, Wydawnictwo Czarne, 2022[13][14]
- Uszwock. Edycyjŏ ślōnskŏ (Uszwock) Przemysława Lisa-Markiewicza, Poznańskie Towarzystwo im. Iwana Franki, 2023[33]
- Hobit, abo tam i nazŏd (Hobbit, czyli tam i z powrotem) J.R.R. Tolkiena, Silesia Progress, 2023[34]
- Bōmbōn, ty rojbrze (Cukierku, ty łobuzie) Waldemara Cichonia, Wydawnictwo Żwakowskie, 2023[35]
- Zokōntek ôd Pucha (Chatka Puchatka) A.A Milne'a, Media Rodzina, 2024[36]
- Leśne sprawy ôd Misia Adwokata (Leśne sprawy Misia Adwokata) Ewy Ruszkiewicz, Niezależna Agencja Prasowa „Obiektyw”, 2024[37]

### Przekłady komiksów
- We pogōni za duchym (W pogoni za duchem), Adam Fyda, Tomasz Kontny, Rafał Nocoń, Towarzystwo Sportowe Iron Man, 2021[38]
- Paneuropa. Solidarni ze Ukrajinōm (Paneuropa. Solidarni z Ukrainą), praca zbiorowa, Komisja Europejska, 2023[39]
- Helyna Wiktoryjŏ. Tōm 1. Szlajfki (Helena Wiktoria. Tom 1. Szlajfki), Katarzyna Witerscheim, Artkorekt, 2024[40]

### Przekłady filmów
- Gwiezdne wojny: część IV – Nowa nadzieja[27]
- Pulp Fiction[18]
- Terminator 2[19]
- Top Gun[20]
- Shrek[21]
- Lśnienie[41]